# Klaus Augenthaler
Klaus Augenthaler (født 26. september 1957 i Fürstenzell) er en tidligere tysk fodboldspiller og senere fodboldtræner.  Han spillede som forsvarer i 15 år i Bayern München og vandt med klubben 7 tyske mesterskaber og tre pokaltitler. Han spillede på det tyske landshold, der i 1990 vandt VM. Han er optaget i Bayern Münchens 'Hall of Fame'. 

## Klubkarriere
Indtil 1975 spillede Klaus Augenthaler for FC Vilshofen.
Han spillede som forsvarsspiller fra 1976 til 1991 i 404 kampe (52 mål) i Bundesligaen for Bayern München og blev, med Bayern, tysk mester syv gange (1980, 1981, 1985,1986, 1987, 1989 og 1990) og vandt DFB-pokalturneringen tre gange (1982, 1984, 1986). Endvidere var han med på holdet, da det i årene 1982 og 1987 tabte finalen i Mesterholdenes Europacup (den nuværende Champions League).

## Landsholdskarriere
Han spillede for det tyske landshold i perioden 1983 til 1990 og var med i to VM-finaler. I 1986 blev det sølv, og højdepunktet i hans karriere var, da han var med til at vinde VM i 1990. Augenthaler nåede at spille 27 landskampe.

## Trænerkarriere
I 1991 indstillede han sin aktive karriere, og var indtil 1997 assistenttræner for FC Bayern München. I sommeren 1997 blev han cheftræner for Grazer AK i Østrig, før han i vinterpausen 2000 blev træner for 1. FC Nürnberg og sikrede klubben oprykning til 1. Bundesliga. Den 30. april 2003 blev han fyret af den stærkt nedrykningstruede klub, for kort derefter (13. maj 2003) af overtage styringen i Bayer Leverkusen og sikre deres overlevelse. I september 2005 blev han dog fyret her, og efter en pause på tre måneder overtog han roret efter Holger Fach som træner for VfL Wolfsburg. Efter en skuffende 2006-2007-sæson, hvor klubben lige akkurat undgik nedrykning blev Augenthaler dog fyret. Han var i 2010-11 træner for SpVgg Unterhaching. 